# Trujillo, Peru
Trujillo je prestolnica regije La Libertad na jugu Peruja. Je tretje najbolj naseljeno mesto v Peruju in najbolj naseljeno perujsko poddržavno območje Severne makroregije, v katerem po projekciji INEI januarja 2020 živi 914 tisoč prebivalcev. Razprostira se na območju 111 km2.